# Legalidad del bitcoin
La legalidad del uso de bitcoin y servicios relacionados con dicha moneda pueden variar dependiendo de la legislación de cada país, provincia, municipio, entre otras entidades administrativas, pudiendo ser legal e ilegal dependiendo de si se han realizado decretos al respecto, o como consecuencia de la decisión expresa de reconocer o tratarlo como divisa, valor, mercancía, etc, por alguna entidad reguladora con jurisdicción en alguna de esas materias.
Por lo general, cuando no existe un marco regulador, se asume su alegalidad (estatus de «no regulado») en función del principio de legalidad del Derecho el cual señala que sólo pueden castigarse las conductas expresamente descritas como delitos en una ley anterior a la comisión de la acción, lo que dicho de otro modo, establece que lo que está permitido todo aquello que no está expresamente prohibido por la ley.

## Legislación nacional

### Estados Unidos
El 6 de agosto de 2013, el juez federal Amos Mazzant, del Distrito Oriental de Texas del Quinto Circuito, dictaminó que los bitcoins eran «una moneda o una forma de dinero» y como tales estaban sujetos a la jurisdicción del juzgado.

It is clear that Bitcoin can be used as money. It can be used to purchase goods or services, and as Shavers stated, used to pay for individual living expenses (...) However, it can also be exchanged for conventional currencies, such as the U.S. dollar, Euro, Yen, and Yuan. Therefore, Bitcoin is a currency or form of money, and investors wishing to invest in BTCST provided an investment of money.
Es claro que Bitcoin puede ser usado como dinero. Puede ser usado para comprar bienes y servicios, y como afirma Shavers, pueden ser usados para pagar por gastos individuales (...) Sin embargo, también pueden ser intercambiados por monedas convencionales, como el dólar de los Estados Unidos, el euro, el yen y el yuan. Por tanto, Bitcoin es una moneda o una forma de dinero, y los inversores deseosos en invertir en BTCST hicieron una invesión con dinero.
Amos Mazzant, juez federal de los Estados Unidos

El 16 de abril de 2013 la Financial Crimes Enforcement Network (FinCEN), una agencia del Departamento del Tesoro de los Estados Unidos, requirió que las plataformas de intercambio que facilitan el comercio de bitcoin por moneda nacional cumplan las regulaciones contra el lavado de dinero. Esto implica registrar la información personal de sus clientes de la misma forma que lo hacen las instituciones financieras tradicionales. Según esta misma agencia los usuarios de bitcoin están fuera de la jurisdicción de la FinCEN y no necesitan registrarse ni mantener contabilidad de sus actividades para esta agencia.

### Japón
El 4 de marzo de 2016, el Gabinete de Japón reconoció que las monedas virtuales como el bitcoin tienen una función similar al dinero real.

### China
El 4 de septiembre de 2017 el Banco Popular de China prohibió que las empresas del país colocasen criptomonedas como método para financiarse.

### Colombia
El 29 de marzo de 2014 la Superintendencia Financiera de Colombia  publicó una circular en la cual se advierte sobre los riesgos implicados en las operaciones realizadas con monedas virtuales como el bitcoin, y recuerda que las entidades vigiladas por la Superintendencia no están autorizadas para custodiar, invertir ni intermediar con estos instrumentos ya que el Bitcoin no se considera un activo que tenga equivalencia con la moneda legal de curso en Colombia. Sin embargo, esto no constituye una prohibición para que los ciudadanos empleen y efectúen intercambios con esta moneda, aunque la circular es clara al especificar que la responsabilidad de conocer y asumir los riesgos relativos al uso de la misma corresponde totalmente a las personas.

### Ecuador
De acuerdo a un comunicado emitido por el Banco Central del Ecuador el 8 de enero de 2018, el uso de criptomonedas no está autorizado para su uso como método de pago en el país, debido a la postura de que las criptomonedas "sustentan su valor en la especulación". Sin embargo, la compra y venta de bitcoins y otras criptomonedas es legal.
A pesar de ello, diversas compañías dedicadas al negocio de criptomonedas como Uphold o Binance prohíben la compra de bitcoins y otras criptomonedas a través de tarjetas de débito o crédito emitidas dentro del sistema financiero ecuatoriano.

### España
El 30 de marzo de 2015 en España se determinó que la venta de bitcoines está exenta del IVA. No obstante, en 2018 se aclaró que los tipos impositivos para las ganancias obtenidas mediante criptomonedas son los mismos que los de otros productos de inversión y ahorro: si la cantidad es menor a 6.000 euros, un 19% del IRPF, si se encuentra entre los 6.000 y los 50.000 euros, un 21%, mientras que cuando sea superior a 50.000 euros, el IRPF será del 23%.

### Suecia
En julio de 2014 Suecia solicitó a la Unión Europea una resolución preliminar para determinar si debe aplicarse IVA a Bitcoin y a las criptomonedas.

### Alemania
El 16 de agosto de 2013 el ministerio de finanzas de Alemania clasificó a bitcoin como «forma de "dinero privado" que se puede usar como medio de pago en círculos multilaterales de liquidación» pero no como dinero electrónico o moneda funcional.
En Alemania, la inversión en bitcoins tiene un trato similar al de otros activos como el oro.
Su venta está libre de impuestos si se mantienen al menos durante un año, en caso contrario, se grava a un tipo fijo del 25%, con una exención de los primeros 600 euros de ganancia.

### El Salvador
El presidente de El Salvador, Nayib Bukele, anunció el 5 de junio de 2021 que enviaría al congreso salvadoreño un proyecto de ley para legalizar en el país centroamericano el Bitcoin. Este anuncio lo dio en un mensaje grabado en inglés que se emitió al cierre de la conferencia Bitcoin 2021.
El martes 8 de junio de 2021, el congreso salvadoreño aprobó el proyecto de ley para que el Bitcoin sea moneda legal en el país.
El Salvador se convirtió en el primer país del mundo en legalizar el Bitcoin como moneda legal, desde el 7 de septiembre de 2021.

### República Dominicana
El Banco Central de la República Dominicana comunicó el 30 de septiembre de 2021 que las diferentes modalidades de criptomonedas y de monedas y activos virtuales que se han estado promocionando en medios digitales en el país, entre ellos, alusivos a símbolos patrios (lo que pudiera confundir a la ciudadanía), no cuentan con el respaldo de esta institución ni con la autorización de la Junta Monetaria para su emisión y utilización como medio de pago para realizar transacciones de ningún género; es decir, que no tienen curso legal ni fuerza liberatoria de obligaciones públicas o privadas en todo el territorio nacional.

### Unión Europea
La aplicación del IVA a las ventas de bitcoins es un tema en evolución en la Unión Europea con notables diferencias entre países.
El 22 de octubre de 2015, el Tribunal de Justicia de la Unión Europea (TJUE), declaró la compraventa de bitcoins exenta del pago de IVA, equiparando así su comercio al de otros mercados de divisas.

## Otros acontecimientos relevantes
El 20 de septiembre de 2017 la UNSW Business School, la Critical Blockchain Research Initiative (CBRI) y el Centre for Aerospace & Security Studies (CASS) publicaron un documento titulado «Assessing the Differences in Bitcoin & Other Cryptocurrency Legality Across National Jurisdictions» en el que hacen un estudio comparado del tratamiento legal de bitcoin en diferentes países.
Argentina: La Ley de Reforma Tributaria”, modificó varios aspectos de la ley de impuesto a las ganancias, una de las modificaciones más importantes fue la incorporación de las “monedas digitales” dentro del alcance del impuesto. Lamentablemente la ley no estableció una definición de “moneda digital” y como es una ley reciente no hay jurisprudencia que defina este concepto. Además de esta falta de definición, algunos autores han criticado que se haya utilizado el término “monedas digitales” porque esa expresión no se corresponde con ninguna otra definición existente en otras ramas del derecho argentino. Como se vio anteriormente, en la normativa de prevención del lavado de activos (UIF) y en la normativa del Banco Central de la República Argentina se utiliza el término “monedas virtuales” y se brinda una definición al respecto. (18)  